# Florian Lesik
Florian Lesik (ur. 1939 w Chorzowie) – polski działacz samorządowy, rzemieślnik nagrodzony Szablą Kilińskiego, komandor Zakonu Rycerskiego Grobu Bożego w Jerozolimie, honorowy obywatel Chorzowa.

## Życiorys
Pracował w Urzędzie Miar (zob. Główny Urząd Miar), gdzie trudnił się legalizacją wag, następnie od około 1967 roku przez co najmniej 35 lat prowadził własny zakład, w którym dokonywano naprawy i konserwacji wag laboratoryjnych, mieścił się on przy ul. Alfonsa Zgrzebnioka 9 w Chorzowie.
Od 1992 do 2002 roku był przewodniczącym Rady Miejskiej w Chorzowie. Ogłosił konkurs na hejnał Chorzowa w 1997 roku z okazji 740. rocznicy lokacji wsi Chorzów. Wnioskował o nadanie honorowego obywatelstwa Chorzowa dla Jerzego Buzka, a w 2002 roku sam otrzymał tytuł honorowego obywatela Chorzowa. W 2008 roku jako wiceprezes zarządu Izby Rzemieślniczej w Katowicach otrzymał Szablę Kilińskiego. Był członkiem Stowarzyszenia „Wspólnie dla Chorzowa” co najmniej od 2010 roku; był kawalerem Zakonu Rycerskiego Grobu Bożego w Jerozolimie, a od 2019 roku jest jego komandorem.
Poślubił Henrykę w sierpniu 1962 roku, mają dwoje synów. 